# Манзини (округ)
Манзини (англ. и свати Manzini) — административный округ на западе Свазиленда. Территория 4 070 км², население 289 378 человек  (2010). Административный центр — город Манзини. Граничит с округами Хохо на севере, Лубомбо на востоке и Шиселвени на юге, а также с ЮАР на западе.

## Административное деление
Округ делится на 16 районов (tinkhundla):
- Екукханьени (Ekukhanyeni)
- Мхламбанятси (Mhlambanyatsi)
- Квалусени (Kwaluseni)
- Ламгабхи (Lamgabhi)
- Лобамба-Ломдзала (Lobamba Lomdzala)
- Лудзелудзе (Ludzeludze)
- Мафутсени (Mafutseni)
- Махлангатджа (Mahlangatja)
- Мангконгко (Mangcongco)
- Северный Манзини (Manzini Nord)
- Инингизиму-Манзини (iNingizimu Manzini)
- Мкхивени (Mkhiweni)
- Мтфонгванени (Mtfongwaneni)
- Нгвемписи (Ngwempisi)
- Нхламбени (Nhlambeni)
- Нтондози (Ntondozi)